# سهره نیهوآ
سهرهٔ نیهوا (Telespiza ultima) یکی از دو گونه پرنده بومی جزیرهٔ کوچک نیهوا در هاوایی است، گونهٔ دیگر آسیاب‌مرغ نیهوا است. جمعیت این جزیره ۱۰۰۰ تا ۳۰۰۰ پرنده است. سهرهٔ نیهوا در ۱۱ مارس ۱۹۶۷ توسط سرویس ماهی و حیات وحش ایالات متحده به فهرست گونه‌های در معرض خطر انقراض افزوده شد. تلاشی برای محافظت از این گونه در برابر انقراض با ایجاد یک کلونی در French Frigate Shoals، یکی دیگر از جزایر لیوارد، انجام شد. این امر ادامهٔ زیست آن را در صورت نابودی جمعیت نیهوا تضمین می‌کرد. با این حال، این تلاش شکست خورد. نیهوا بخشی از گروهی از جزایر است که پناهگاه ملی حیات وحش جزایر هاوایی را تشکیل می‌دهند که زمین‌های حفاظت‌شده‌ای را برای پرسه زدن سهرهٔ نیهوا فراهم می‌کند.